# Primat
Primat is een plaats in het Franse departement Ardennes in de regio Grand Est. De plaats maakt deel uit van het arrondissement Vouziers.

## Geschiedenis
Primat fuseerde op 29 december 1974 met Olizy in een fusion associée tot de gemeente Olizy-Primat.